# Allgemeines Berggesetz für das Königreich Sachsen
Mit dem Allgemeinen Berggesetz für das Königreich Sachsen vom 16. Juni 1868 wurde das jahrhundertelang geltende Bergregal mit seinem Direktionsprinzip abgeschafft und durch unternehmerische Freiheiten ersetzt. Der Staat besaß nur noch Aufsichtsfunktionen (Inspektionsprinzip). Gleichzeitig wurde die Bergverwaltung von einer dreistufigen in eine zweistufige Behördenstruktur geändert und das Hüttenwesen selbstständig.

## Geschichte

### Vorgeschichte
Bei der Beschlussfassung zum Rothschönberger Stolln kam man bereits 1843 auf dem Landtag zu dem Ergebnis, dass der geringe Einfluss der Gewerken mitverantwortlich für den Niedergang des Bergbaus in Sachsen war. Deshalb drängte man auf ein neues Berggesetz, das die überkommene Bergordnung von 1589 mit ihren geringfügigen Änderungen ersetzen sollte.
Am 30. Oktober 1849 lag dann ein Entwurf vor, der aber wegen der Auflösung des Landtags erst 1851 behandelt werden konnte. Das Gesetz über den Regalbergbau vom 22. Mai 1851 blieb jedoch deutlich hinter den Erwartungen zurück, den für die sächsische Wirtschaft bedeutsamen Bergbau an den aufstrebenden Kapitalismus anzupassen. Das Gesetz regelte nur den Erzbergbau, behielt das landesherrliche Bergregal samt Direktionsprinzip bei und berücksichtigte nicht den mittlerweile wichtigen Steinkohlenbergbau, da Steinkohle nicht zu den Regalien gehörte. Hier galten noch die Mandate vom 10. September 1822 und vom 2. April 1830. Überdies galt das Gesetz zuerst nicht für die Schönburgischen Rezessherrschaften, wo es am 4. Januar 1857 eingeführt wurde, und die Oberlausitz. Letztere besaß eine eigene Verfassung, die Gesetzesänderungen nur mit Zustimmung der Stände erlaubte. Das jedoch wurde abgelehnt, zumal der einzig bedeutende Bergbau auf Raseneisenstein nicht zum Regalbergbau gehörte.
Zwischenzeitlich war mit dem am 24. Juni 1865 erlassenen und am 1. Oktober 1868 in Kraft getretenen Allgemeinen Berggesetz für die Preußischen Staaten bereits ein zeitgemäßes Berggesetz erlassen worden. Dieses wurde in mehreren deutschen Staaten nahezu unverändert übernommen, u. a. durch das Bayrische Berggesetz vom 20. März 1869, das Württembergische Berggesetz vom 7. Oktober 1874 und das Hessische Berggesetz vom 28. Januar 1876.

### Entwurf und Umsetzung
Obwohl man sich bereits bei der Verabschiedung des Gesetzes über den Regalbergbau der Unzulänglichkeiten bewusst war, dauerte es noch über 17 Jahre, bis ein neues Gesetz in Kraft trat. 1858 wurde ein entsprechendes Ersuchen gestellt. Ein erster Entwurf wurde am 9. November 1863 vorgelegt. Dieser trug nun der rasanten gesetzgeberischen Entwicklung Rechnung und berücksichtigte das preußische Berggesetz, das Sächsische Gewerbegesetz vom 15. Oktober 1861 und das Bürgerliche Gesetzbuch vom Königreich Sachsen vom 2. Januar 1863. Nachdem durch den Deutschen Krieg eine weitere Pause eintrat, konnte das Gesetz erst 1868 verabschiedet werden. Es trat am 3. Januar 1869 in Kraft.
Das sächsische Berggesetz unterschied sich vom preußischen Berggesetz in mehreren Punkten. Diese waren zumindest so bedeutend, dass im Zusammenhang mit dem Gesetz von einer eigenen Sächsischen Bergrechtsgruppe gesprochen wird. Zu dieser gehörten noch Sachsen-Weimar-Eisenach sowie bis 1916 Schwarzburg-Sondershausen mit ihren Berggesetzen. Der Bergbau in der Oberlausitz war weiterhin vom Gesetz ausgenommen.

#### Gliederung
Die sächsische Berggesetz von 1868 gliederte sich in Abschnitte, die teilweise in Kapitel unterteilt waren, sowie in Paragraphen:
- Abschnitt I: Allgemeine Bestimmungen, §§ 1 bis 6.
- Abschnitt II: Von der Betheiligung am Bergbaue, §§ 7 bis 17.
- Abschnitt III: Von der unmittelbaren Erwerbung des Bergbaurechts bei dem Erzbergbaue, §§ 18 bis 47 (Vom Schürfen, Vom Muthen, Vom Verleihen).
- Abschnitt IV: Rechtliche Bestimmungen hinsichtlich des Bergbaurechts, §§ 48 bis 54.
- Abschnitt V: Von dem Betriebe des Bergbaues, §§ 55 bis 90 (Von dem Betriebe, Von dem Personale)
- Abschnitt VI: Vom Revierverbande, §§ 91 bis 116.
- Abschnitt VII: Von den gegenseitigen Rechten und Verbindlichkeiten zwischen verschiedenen Berggebäuden, §§ 117 bis 121.
- Abschnitt VIII: Von den Verhältnissen zwischen den Bergbautreibenden und den Grundeigenthümern, §§ 122 bis 151 (Von der Ueberlassung des zum Bergbaue erforderlichen Grundeigenthums, Von der Vergütung der Bergschäden)
- Abschnitt IX: Von der Benutzung der Bergwerkswasser, §§ 152 bis 167.
- Abschnitt X: Von dem Erlöschen des Bergbaurechts und den auflässigen Berggebäuden, §§ 168 bis 173.
- Abschnitt XI: Von den Behörden, §§ 174 bis 179.
- Abschnitt XII: Schlußbestimmungen, §§ 180 bis 184.
- Beilagen (Taxordnung für die Bergämter, Anhang I und II zu § 121 (Erbstölln), Anhang III zu § 183)
- Inhaltsverzeichniß

#### Bergverwaltung
Eine grundlegende Umgestaltung erfuhr die Bergverwaltung, deren Richtlinien in der Bekanntmachung vom 1. Dezember 1868 niedergelegt wurden. Hierbei wurde durch der dreistufige Behördenaufbau mit Finanzamt, Oberbergamt und Bergämter durch einen zweistufigen ersetzt. Das Oberbergamt als Mittelbehörde wurde aufgelöst und durch ein Landesbergamt mit Sitz in Freiberg ersetzt. Die Berghauptmannschaft, die zuletzt nur noch aus dem Oberberghauptmann bestand, wurde gänzlich abgeschafft. Friedrich Constantin von Beust, der noch intensiv am Berggesetz mitgearbeitet hat, aber sich in diesem Punkt nicht durchsetzen konnte, ging 1868 nach Wien, wo er Generalinspektor des Berg-, Hütten- und Salinenwesens wurde. An seine Stelle trat Bernhard Braunsdorf als Bergamtsdirektor. Die Bergämter Freiberg, Marienberg und Schwarzenberg wurden aufgelöst und durch acht Berginspektionen ersetzt.
Das Hüttenwesen, das bis dahin dem Bergwesen unterstellt war, wurde eigenständig. Die Leitung übernahm das bereits 1555 gegründete Oberhüttenamt.

### Gesetzesänderungen bis 1910
Einige Aspekte waren im Gesetz weiterhin unzureichend geregelt. Deshalb wurde am 2. April 1884 das Gesetz, die Ergänzung und Abänderung einiger Bestimmungen des V. Abschnittes, Kapitel II des allgemeinen Berggesetzes vom 16. Juni 1868 betreffend erlassen. Dieses sogenannte „Knappschaftsgesetz“ war notwendig geworden, weil im seit 1871 existierenden Deutschen Reich am 15. Juni 1883 ein einheitliches Krankenversicherungsgesetz beschlossen wurde.
Eine weitere Änderung erfuhr das Berggesetz am 18. März 1887. Das sogenannte „Bergfoliengesetz“ änderte die Bestimmungen zum Bergbaurecht samt deren Erlöschen und führte die Anlage von Folien in den Grund- und Hypothekenbüchern ein.
Am 12. Februar 1909 erfolgte mit Rechtskraft zum 1. Januar 1910 noch eine letzte umfangreiche Novellierung. Gleichzeitig wurde der Auftrag erteilt, eine Neufassung des vielfach geänderten Gesetzes mit neuer Nummerierung der Paragraphen zu erarbeiten.

### Neufassung von 1910 und weitere Änderungen
Das neu gefasste Gesetz wurde am 31. August 1910 veröffentlicht. Es hatte jetzt 427 Paragraphen und trat am 1. Januar 1911 in Kraft.
Mit dem Gesetz zur Abänderung des Allgemeinen Berggesetzes; vom 9. August 1923 wurde die dreistufige Behördenstruktur wieder eingeführt. Das Landesbergamt wurde zum Oberbergamt und die Inspektionen zu Bergämtern. Auch der Titel Berghauptmann wurde wieder eingeführt und am 1. Juni 1924 mit Albert Borchers erstbesetzt.

### Das Allgemeine Berggesetz nach 1945
Mit dem Gesetz über die Überführung von Bergwerken und Bodenschätzen in das Eigentum des Landes Sachsen vom 8. Mai 1947 (GVBl. S. 153, 202) wurden zahlreiche Paragraphen des säABG von 1868/1910 gegenstandslos, aber formal nicht außer Kraft gesetzt. Gegenstandslos wurden nicht nur alle Paragraphen zum Bergwerkseigentum, sondern auch das „Prinzip der Bergbaufreiheit mit den Vorschriften über die Mutung und die Verleihung, weiter die Gewerkschaftsbestimmungen und die bergarbeitsrechtlichen Vorschriften sowie die über das Erlöschen des Bergwerkseigentums.“ Erhalten geblieben sind u. a. die Rechtsvorschriften zum Schürfen oder zur Bereinigung von Bergschäden.
Mit dem Berggesetz der DDR vom 12. Mai 1969 wurde dann eine neue, einheitliche Rechtsetzung geschaffen, die bis 1990 galt. Mit dem Einigungsvertrag wurde das Bundesberggesetz mit bestimmten Maßgaben im Beitrittsgebiet in Kraft gesetzt.

### Gesetzestexte
- Verordnung, die Erlassung eines Gesetzes den Regalbergau betreffend, vom 22. Mai 1851. In: Gesetz- und Verordnungsblatt für das Königreich Sachsen. C. E. Meinhold und Söhne, Dresden 1851, S. 199–280 (Digitalisat).
- Verordnung, die Erlassung eines Allgemeinen Berggesetzes betreffend, vom 16. Juni 1868. In: Gesetz- und Verordnungsblatt für das Königreich Sachsen. 1. Abth. C. E. Meinhold und Söhne, Dresden 1868, S. 351–428 (Digitalisat).
- Bekanntmachung des Finanzministeriums, die Aufhebung des Oberbergamts und der Bergämter zu Freiberg, Marienberg und Schwarzenberg, sowie die Einrichtung eines Bergamts in Freiberg betreffend; vom 1. December 1868. In: Gesetz- und Verordnungsblatt für das Königreich Sachsen. 2. Abth. C. E. Meinhold und Söhne, Dresden 1868, S. 1293–1294 (Digitalisat).
- Gesetz, die Ergänzung und Abänderung einiger Bestimmungen des V. Abschnittes, Kapitel II des allgemeinen Berggesetzes vom 16. Juni 1868 betreffend. In: Gesetz- und Verordnungsblatt für das Königreich Sachsen. C. E. Meinhold und Söhne, Dresden 1884, S. 97–120 (Digitalisat).
- Gesetz, die theilweise Abänderung und Ergänzung des Allgemeinen Berggesetzes betreffend; vom 18. März 1887. In: Gesetz- und Verordnungsblatt für das Königreich Sachsen. C. E. Meinhold und Söhne, Dresden 1887, S. 27–32 (Digitalisat).
- Gesetz zur Abänderung und Ergänzung des Allgemeinen Berggesetzes vom 16. Juni 1868 sowie einiger damit zusammenhängender Gesetze und gesetzlicher Bestimmungen; vom 12. Februar 1909. In: Gesetz- und Verordnungsblatt für das Königreich Sachsen. C. E. Meinhold und Söhne, Dresden 1909, S. 123–182 (Digitalisat).
- Gesetz, die neue einheitliche Fassung der gesamten Berggesetzgebung enthaltend; vom 31. August 1910. In: Gesetz- und Verordnungsblatt für das Königreich Sachsen vom Jahre 1910. C. E. Meinhold und Söhne, Dresden 1910, S. 217–367 (Digitalisat).

### Kommentare
- Georg Heinrich Wahle: Das Allgemeine Berggesetz für das Königreich Sachsen. Craz & Gerlach (Joh. Stettner), Freiberg 1891 (Digitalisat).
- Kurt Ebert: Die für den volkseigenen Bergbau in ihrem Geltungsbereich noch anwendbaren Vorschriften des preußischen und sächsischen Berggesetzes. In: Freiberger Forschungshefte. D 22. Akademie-Verlag, Berlin 1957, S. 40.